# Pardosa ruanda
Pardosa ruanda är en spindelart som först beskrevs av Embrik Strand 1913.  Pardosa ruanda ingår i släktet Pardosa och familjen vargspindlar.
Artens utbredningsområde är Rwanda. Inga underarter finns listade i Catalogue of Life.